# Hypochilidae
Hypochilidae zijn een familie van spinnen. De familie telt 2 beschreven geslachten en 12 soorten.

## Geslachten
- Ectatosticta Simon, 1892
- Hypochilus Marx, 1888

## Taxonomie
Voor een overzicht van de geslachten en soorten behorende tot de familie zie de lijst van Hypochilidae.